# Wilby (Northamptonshire)
Wilby es un pueblo y una parroquia civil del distrito de Wellingborough, en el condado de Northamptonshire (Inglaterra).

## Demografía
Según el censo de 2001, Wilby tenía 621 habitantes (291 varones y 330 mujeres). 91 (14,65%) de ellos eran menores de 16 años, 473 (76,17%) tenían entre 16 y 74, y 57 (9,18%) eran mayores de 74. La media de edad era de 45,33 años. De los 530 habitantes de 16 o más años, 103 (19,43%) estaban solteros, 315 (59,43%) casados, y 112 (21,13%) divorciados o viudos. 328 habitantes eran económicamente activos, 322 de ellos (96,89%) empleados y otros 10 (3,11%) desempleados. Había 5 hogares sin ocupar y 296 con residentes.
| 257                         | 305 | 347 | 386 | 428 | 468 | - | - | 405 | 357 | 454 | 418 | 418 | 394 | - | 523 | 613 |
| (Fuente: Vision of Britain) |     |     |     |     |     |   |   |     |     |     |     |     |     |   |     |     |